# Helmut de Boor
Helmut de Boor, född 24 mars 1891 i Bonn, död 4 augusti 1976 i Berlin, var en tysk språkforskare.
De Boor blev professor i germanistik i Bern 1930. Han lämnade flera bidrag till nordisk språk- och litteraturforskning, bland annat Studien zur altschwedischen Syntax (1922), Die religiöse Sprache der Voluspa (1930) och avdelningen Dichtung i Hermann Schneiders Germanische Altertumskunde (1938).